# حكومة تانسو تشيلر الثالثة
حكومة تانسو تشيلر الثالثة أو حكومة الجمهورية التركية الـ52 (بالتركية: Türkiye Cumhuriyeti 52. Hükümeti) هي حكومة تشكلت في (30 أكتوبر 1995 - 6 مارس 1996). كانت حكومة ائتلافية مؤقتة تشكلت من قبل حزب الطريق القويم وحزب الشعب الجمهوري.

## قائمة الحكومة
| المنصب                                  | الاسم                                             | الحزب | الحزب                      |
| --------------------------------------- | ------------------------------------------------- | ----- | -------------------------- |
| رئيس الوزراء                            | تانسو تشيلر                                       |       | حزب الطريق القويم          |
| وزير الشؤون الخارجية ونائب رئيس الوزراء | دنيز بايكال                                       |       | حزب الشعب الجمهوري (تركيا) |
| وزير الدولة                             | جاويد جاغلار                                      |       | حزب الطريق القويم          |
| وزير الدولة                             | علي دينتشر                                        |       | حزب الشعب الجمهوري (تركيا) |
| وزير الدولة                             | عدنان إيكمان                                      |       | حزب الشعب الجمهوري (تركيا) |
| وزير الدولة                             | محمد سفيغن                                        |       | حزب الشعب الجمهوري (تركيا) |
| وزير الدولة                             | محمد ألب                                          |       | حزب الشعب الجمهوري (تركيا) |
| وزير الدولة                             | محمد سليم أنصار أوغلو                             |       | حزب الطريق القويم          |
| وزير الدولة                             | أيفاز غوكدمير                                     |       | حزب الطريق القويم          |
| وزير الدولة                             | عمر بارودتشو                                      |       | حزب الطريق القويم          |
| وزير الدولة                             | أشلاي سايغن 30 أكتوبر 1995 - 23 نوفمبر 1996       |       | حزب الطريق القويم          |
| وزير الدولة                             | عبد القادر أتيش                                   |       | حزب الشعب الجمهوري (تركيا) |
| وزير الدولة                             | علي إسلام أوغلو                                   |       | حزب الطريق القويم          |
| وزير الدولة                             | جوشكن كراجا 30 أكتوبر 1995 - 6 فبراير 1996        |       | حزب الطريق القويم          |
| وزير الدولة                             | بكر سامي داتش 31 أكتوبر 1995 - 29 نوفمبر 1995     |       | حزب الطريق القويم          |
| وزير الدولة                             | أيكون دوغان                                       |       | حزب الطريق القويم          |
| وزير الدولة                             | نجم الدين جوهري                                   |       | حزب الطريق القويم          |
| وزير العدل                              | بكر سامي داتش 30 أكتوبر 1995 - 31 أكتربر 1995     |       | حزب الطريق القويم          |
| وزير العدل                              | فيروز جيلينغير أوغلو 31 أكتربر 1995 - 6 مارس 1996 |       | مستقل                      |
| وزير الدفاع الوطني                      | وفاء تانر                                         |       | حزب الطريق القويم          |
| وزير الشؤون الداخلية                    | ناهد مينتش 30 أكتوبر 1995 - 31 أكتوبر 1995        |       | حزب الطريق القويم          |
| وزير الشؤون الداخلية                    | تيومان أونوسان 31 أكتربر 1995 - 6 مارس 1996       |       | مستقل                      |
| وزير المالية                            | عصمت عطاء الله                                    |       | حزب الطريق القويم          |
| وزير التربية الوطنية                    | تورهان تايان                                      |       | حزب الطريق القويم          |
| وزير الأشغال العامة والتسوية            | عدنان كسكين                                       |       | حزب الشعب الجمهوري (تركيا) |
| وزير الصحة                              | دوغان باران                                       |       | حزب الطريق القويم          |
| وزير المواصلات                          | علي شوقي إريك 30 أكتوبر 1995 - 31 أكتوبر 1995     |       | حزب الطريق القويم          |
| وزير المواصلات                          | أوزان تزمان 31 أكتوبر 1995 - 6 مارس 1996          |       | مستقل                      |
| وزير الزراعة والشؤون الريفية            | نافيز كورت                                        |       | حزب الطريق القويم          |
| وزير العمل والضمان الاجتماعي            | مصطفى كل                                          |       | حزب الشعب الجمهوري (تركيا) |
| وزير الصناعة والتجارة                   | فؤاد تشاي                                         |       | حزب الشعب الجمهوري (تركيا) |
| وزير الطاقة والموارد الطبيعية           | شيناسي التنر                                      |       | حزب الطريق القويم          |
| وزير الثقافة                            | فكري ساغلار                                       |       | حزب الشعب الجمهوري (تركيا) |
| وزير السياحة                            | إرفان غوربنار                                     |       | حزب الشعب الجمهوري (تركيا) |
| وزير البيئة                             | حمدي أوجبنارلار 30 أكتوبر 1995 - 7 نوفمبر 1996    |       | حزب الطريق القويم          |
| وزير البيئة                             | حسن إيكنجي 7 نوفمبر 1996 - 23 نوفمبر 1996         |       | حزب الطريق القويم          |
| وزير البيئة                             | أشلاي سايغن 23 نوفمبر 1996 - 6 مارس 1996          |       | حزب الطريق القويم          |
| وزير الغابات                            | حسن إيكنجي                                        |       | حزب الطريق القويم          |